# Burkhard Leuschke
Burkhard Leuschke (ur. 27 kwietnia 1940 w Bad Schandau) – niemiecki lekkoatleta, chodziarz, dwukrotny olimpijczyk. Podczas swojej kariery reprezentował Niemiecką Republikę Demokratyczną.

## Życiorys
Startując we wspólnej reprezentacji Niemiec zajął 4. miejsce w chodzie na 50 kilometrów na igrzyskach olimpijskich w 1964 w Tokio. W późniejszych startach reprezentował NRD. Zajął 2. miejsce w chodzie na 50 kilometrów w pucharze świata w 1965 w Pescarze. Nie ukończył chodu na tym dystansie na igrzyskach olimpijskich w 1968 w Meksyku, a na mistrzostwach Europy w 1969 w Atenach został w tej konkurencji zdyskwalifikowany. Zajął 3. miejsce w chodzie na 50 kilometrów w pucharze świata w 1970 w Eschborn.
Był mistrzem NRD w chodzie na 35 kilometrów w 1963, a w chodzie na 50 kilometrów wicemistrzem w 1964 i 1970 oraz brązowym medalistą w 1966, 1967 i 1969. Był również drużynowym mistrzem NRD w 1963 i 1964 w chodzie na 35 kilometrów i w chodzie na 50 kilometrów oraz wicemistrzem w chodzie na 20 kilometrów w latach 1963–1965. Reprezentował klub SC Dynamo Berlin.

## Rekordy życiowe
Rekordy życiowe Leuschkego:
- chód na 30 000 metrów – 2:18:23,4 (11 kwietnia 1971, Berlin)
- chód na 50 000 metrów – 4:27:04,0 (16 maja 1965, Poczdam)
- chód na 20 kilometrów – 1:29:08,8 (13 kwietnia 1969, Wittenberga)[8]
- chód na 50 kilometrów – 4:05:25 (17 maja 1969, Bad Saarow)[9]